# Edifici d'habitatges a la plaça del Paradís, 4 (Vic)
L'Edifici d'habitatges a la plaça del Paradís, 4 és una obra eclèctica de Vic (Osona) protegida com a Bé Cultural d'Interès Local.

## Descripció
Edifici entre mitgeres d'una planta baixa i dos pisos. L'organització de la façana es distribueix en tres eixos paral·lels formats per tres obertures, una en cada pis, marcant la jerarquització dels pisos.
A la planta baixa s'obren tres grans portals d'arc rebaixat, els quals només conserven els carreus de pedra dels brancals a la vista. En el primer pis s'obren tres grans balcons volats, iguals en dimensions. Les obertures, utilitzant l'arc rebaixat, estan emmarcades per una senzilla motllura i rematades amb un trencaaigües corbat. En el segon pis s'obren tres petites finestres geminades, amb una columna central. També estan emmarcades per una motllura senzilla. La façana estan coronada per una cornisa amb permòdols.